# Великомарьяновка
Великомарьяновка (укр. Великомар'янівка) — село, относится к Белгород-Днестровскому району Одесской области Украины.
Население по переписи 2001 года составляло 774 человека. Почтовый индекс — 67762. Телефонный код — 4849. Занимает площадь 1,81 км².

## Местный совет
67762, Одесская обл., Белгород-Днестровский р-н, с. Великомарьяновка, ул. Ленина, 81